# Karel Solařík
Karel Solařík (27. února 1915, Krhová – 29. března 2007, Praha) byl český akademický malíř a grafik. Většinu svého tvůrčího života prožil v Praze, ačkoli duševně zůstal stále spjat s Valašskem, zejména s Rožnovem pod Radhoštěm.

## Život
Vyučil se malířem porcelánu v rožnovské dílně svého otce Karla Solaříka. V letech 1929–32 navštěvoval nepravidelně soukromou školu akademického malíře F. Hoplíčka v Olomouci.
V roce 1936 byl přijat na Akademii výtvarných umění v Praze, do školy prof. Maxe Švabinského. V roce 1939 musel kvůli válečným událostem studia přerušit a vrátil se do rožnovské dílny. Akademii dokončil po válce ve škole prof. Jakuba Obrovského.
V roce 1945 se s rodinou trvale usadil v Praze na Smíchově. Věnoval se malbě na porcelán, zabýval se replikami významných středověkých i pozdějších výtvarných děl. V malbě a grafice se věnoval Praze, Valašsku, severním Čechám i jihočeským motivům. Významnou část jeho tvorby tvoří zátiší, menší díl představují portrétní a figurální malby. Část své tvorby věnoval Karel Solařík námětům ze svých cest – zejména z Itálie, Jugoslávie a Švýcarska. Je také autorem nástěnné malby v kostele sv. Františka na pražském Chodově.
V malbě často experimentoval, jeho dílo bylo ovlivněno expresionismem a kubismem, později postimpresionismem. Jeho malířská tvorba se postupně uzavřela během šedesátých let, kdy její místo zaujala grafika. Od roku 1990 se věnoval psaní esejí.
Svá díla vystavoval na mnoha místech v České republice i zahraničí. Zemřel v březnu 2007 ve věku 92 let.

### Osobní život
V roce 1942 se Karel Solařík oženil s Marií Barošovou z Vigantic u Rožnova pod Radhoštěm, s níž měl dvě dcery. Jeho bratrem byl akademický sochař Emil Solařík.

## Výstavy

### Autorské
- 1978 - Karel Solařík: Grafika, Státní zámek a galerie Duchcov, Duchcov
- 2005 - Karel Solařík: Malba, Galerie 5, Praha
- 2014 - Karel Solařík: Poutník po krajinách lidské duše, Galerie Nová síň, Praha